# Vignoble du Limousin

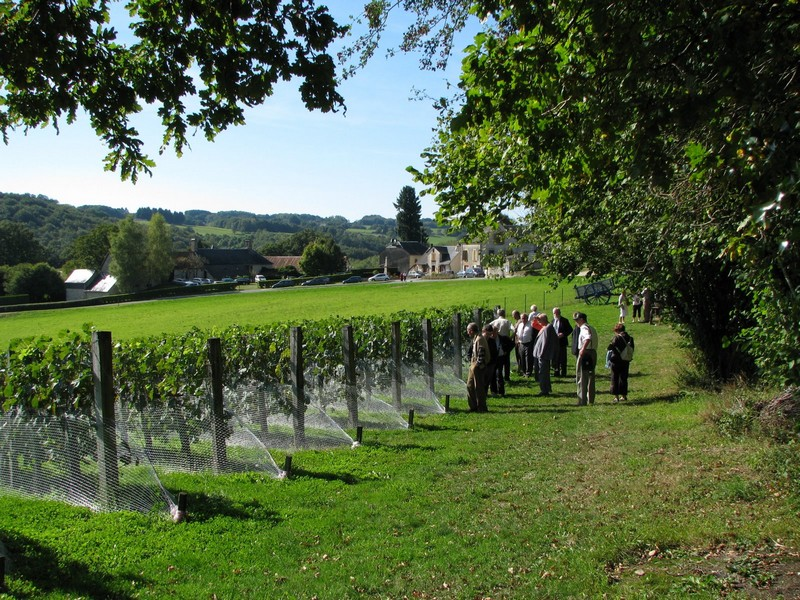
Vignes à Soudaine-Lavinadière, en Corrèze.

Le Limousin est une ancienne région viticole française, dont la production est désormais très limitée, anecdotique, ravagée aux XIXe et XXe siècles par les épidémies et l'exode rural, à l'instar du vignoble de Normandie.

## Histoire

Le blason de Voutezac.

Le vignoble, ravagé par les épidémies, le phylloxera et l'oïdium entre autres, et n'ayant pas résisté à l'exode rural, est désormais presque inexistant, le Limousin étant la région de la moitié sud de la France possédant le moins de vignes, bien que certains terroirs sont au XXIe siècle cultivés et réhabilités.
Divers écrits attestent l'existence de vignes sur le territoire local, dès le haut Moyen Âge. Au VIIIe siècle, d'après la chronique de Frédégaire, Pépin le Bref ravage avec ses troupes la région d'Yssandon réputée pour ses vignobles. L'abbaye de Bonlieu, en Creuse, possédait une mesure spéciale pour le vin qui lui était dû. Considéré au XVIe siècle comme ne devant « guère rien à celui de Bordeaux », le vignoble du Bas-Limousin a laissé sa trace dans les toponymes, comme ceux de Soudaine-Lavinadière ou Vignols. Des gravures du XVIIe siècle représentent la ville de Limoges entourée de vignes. C'est d'ailleurs ce siècle qui est sans conteste le siècle d'or du vignoble limousin. L'amélioration des routes introduisit une concurrence avec les vins du Périgord et de l'Angoumois.
En parallèle, aux XIXe et XXe siècles, la Corrèze et notamment la région de Meymac se spécialisent dans le négoce des vins du Bordelais, produisant une appellation toponymique spécifique, « Meymac-près-Bordeaux ».
Le vignoble est remplacé au cours de la première moitié du XXe siècle par des cultures moins fragiles (noyers et chênes truffiers à l'instar du Périgord et du Quercy voisins). En 1929, sur la carte que le cuisinier Alain Bourguignon réalise des spécialités gastronomiques de la France, les localités d'Étagnat, Saint-Brice et Verneuil, situées dans la vallée de la Vienne, sont encore mentionnées pour la qualité de leurs vins blancs. Cependant, le vignoble est ensuite totalement supplanté par l'élevage, ne subsistant que pour les productions personnelles.

## Terroirs
Des passionnés s'attachent à faire renaître la tradition viticole de la région, principalement autour de deux zones géographiques : 

### Vignobles du Bassin de Brive
Regroupés depuis 2009 sous une indication géographique protégée, puis bénéficiant à partir de 2017 pour certains d'entre eux d'une AOC, ces vins sont rattachés au vignoble du Sud-Ouest.

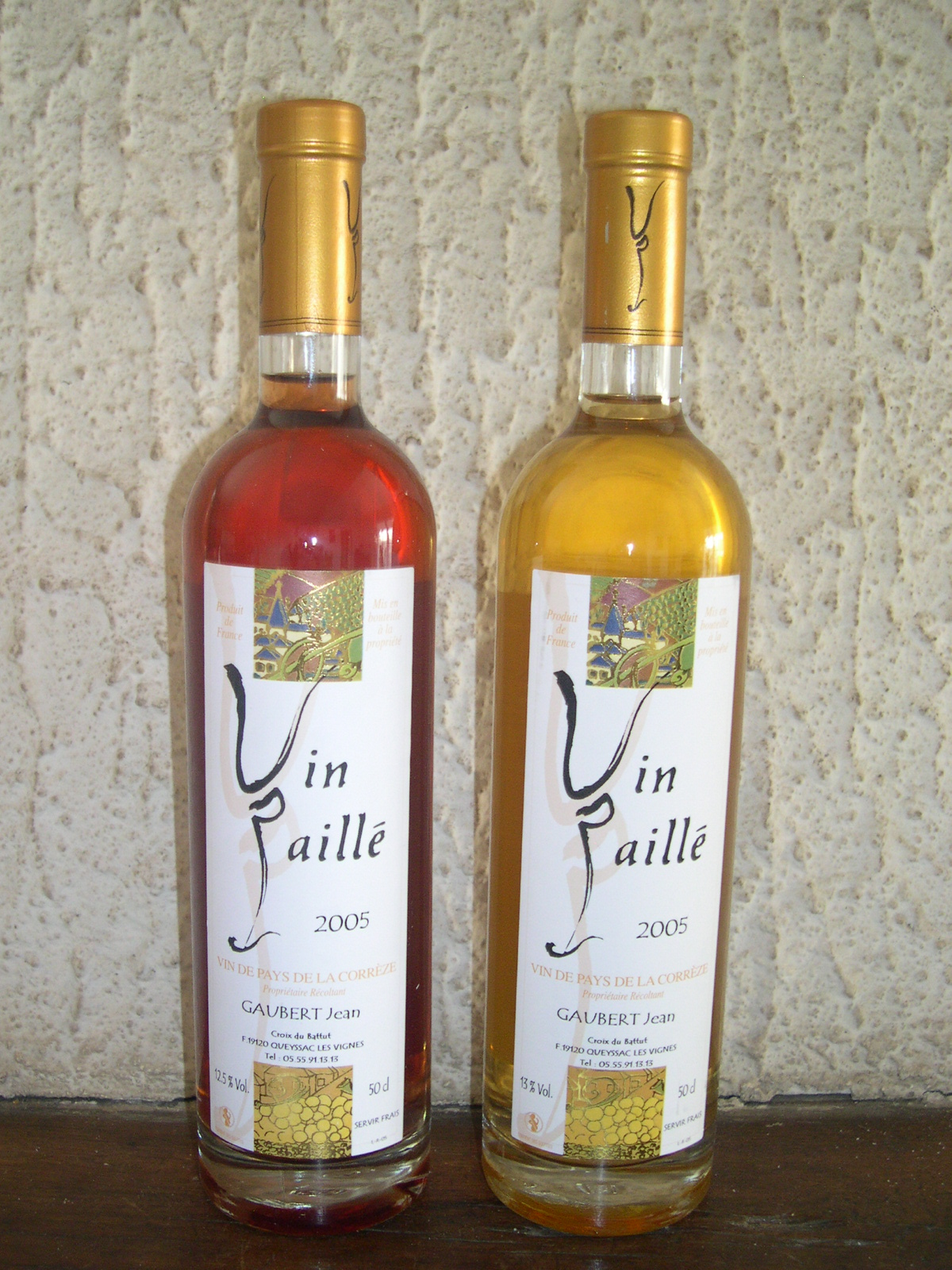
Vin paillé de Queyssac.

- Le vignoble de Queyssac-les-Vignes : une poignée d'ardents paysans, poursuivent une démarche, faisant revivre le vin paillé, surnommé « miel des Muses », et créé par les Romains, ramené en l'an de grâce 622 par saint Éloi au roi Dagobert. Ses cépages en rouge sont Cabernet franc, cabernet sauvignon, tandis que chardonnay et sauvignon le sont en blanc. C'est une boisson ambrée, liquoreuse de douze à treize degrés, né de cueillettes manuelles et d'un cahier des charges draconien, il a une vocation apéritive, mais sur un foie gras ou en accompagnement d'un dessert, ses parfums sont à base d'abricot, d'épice ou d'écorce d'orange. Au niveau de la production, le "vin paillé" est modeste, produit dans une très petite zone viticole autour de Queyssac-les-vignes, sur les coteaux de la vallée de la Dordogne, à raison de 14 000 bouteilles sorties annuellement. Les dix-huit agriculteurs qui le fabriquent le commercialisent chez eux, dans leur exploitation, chacun vinifiant à domicile, sans structure coopérative, mais rassemblés dans un syndicat. Son élaboration doit respecter un cahier des charges bien précis (vendanges à la main, séchage, pressurage, fermentation) afin d'obtenir son appellation "Vin Paillé" validée par une commission d'agrément.
- Le vignoble de Branceilles : situé à l'extrême-sud de la Corrèze, a été le premier à être replanté dès 1986. Réputé au XIXe siècle (il obtint une médaille de bronze à l'Exposition universelle de 1878 à Paris), il est cultivé sur 30 ha, contre 450 à son apogée, et produit par huit agriculteurs. Les cépages utilisés sont le cabernet, le gamay et le merlot[5]. Le vin est commercialisé depuis 1990, au sein d'une cave coopérative inaugurée entre 1990 et 1993, soutenue par les collectivités locales. Les vins produit sont un vin de pays (le « Mille et Une pierres »), ou le vin paillé.
- Le vignoble du Saillant-Vézère : situé principalement sur les collines schisteuses des communes d'Allassac, Voutezac et Donzenac, il fut relancé dès 2003 par un petit groupe de passionnés (agriculteurs, restaurateurs, entrepreneurs . Considéré comme un des meilleurs vins du Sud-Ouest au XIXe siècle, le vin du Saillant est aussi considéré comme un atout pour le développement local, puisque sa production doit relancer l'économie agricole et l'œnotourisme . Ce renouveau a permis la création d'une maison de la vigne et de la pierre avec le Pays d’art et d’histoire « Vézère-Ardoise[6] ». Depuis 2008, date de la première commercialisation du vin, la cave produit 40 000 à 50 000 bouteilles par an avec des blancs (secs, tendre, moelleux), un rouge, et un rosé.

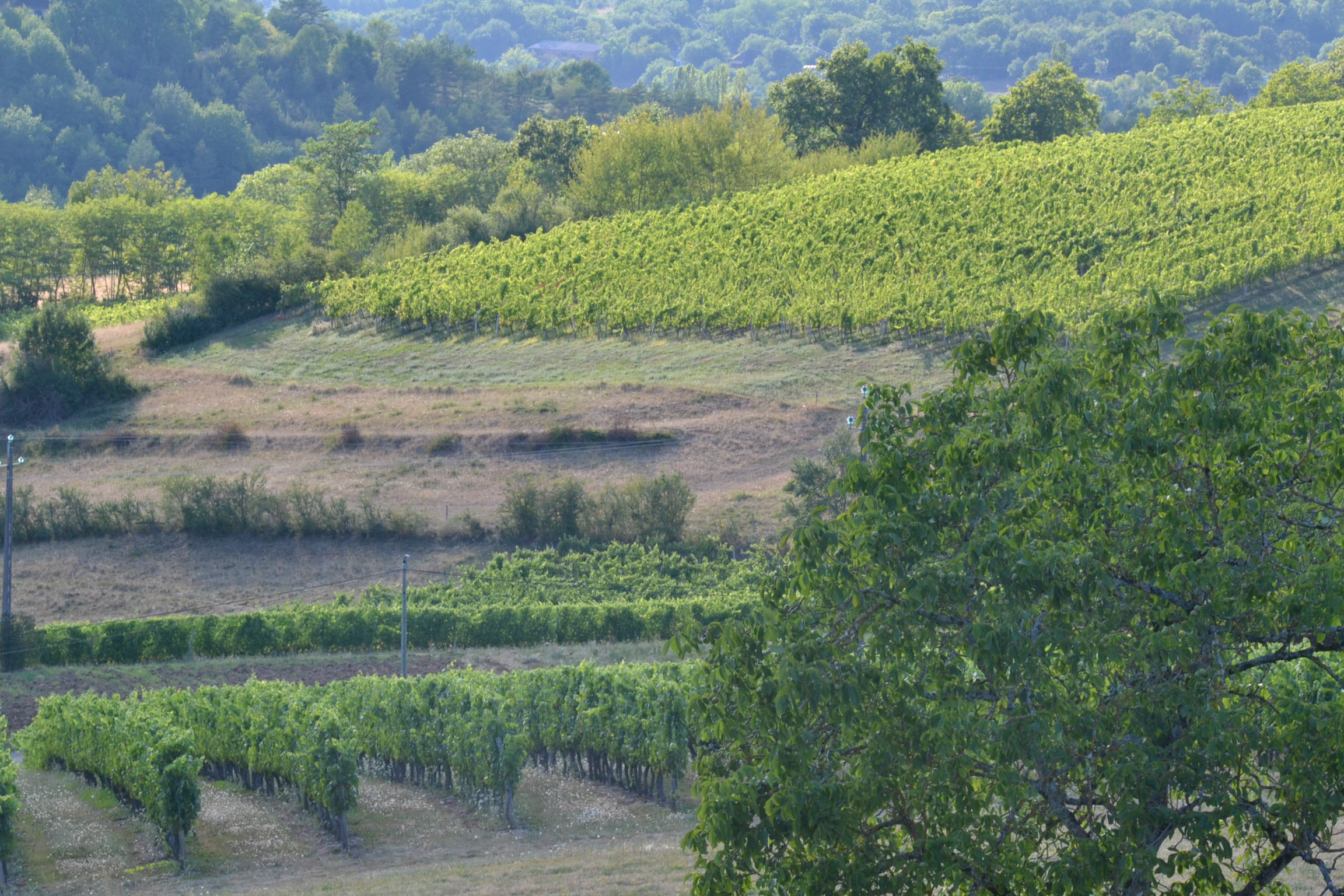
Vignes et noyers à Queyssac-les-Vignes.
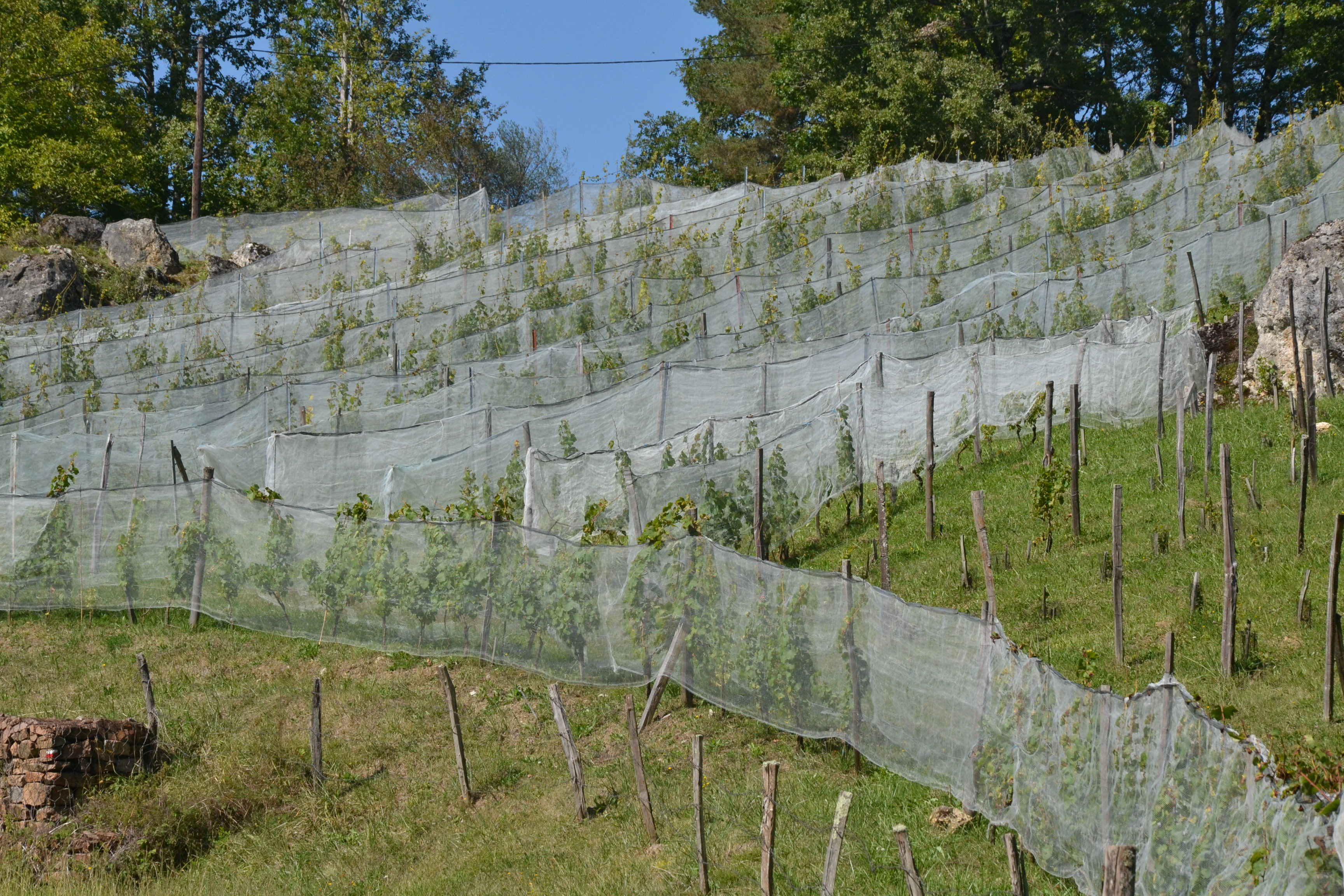
Vignes en terrasses à Chasteaux.
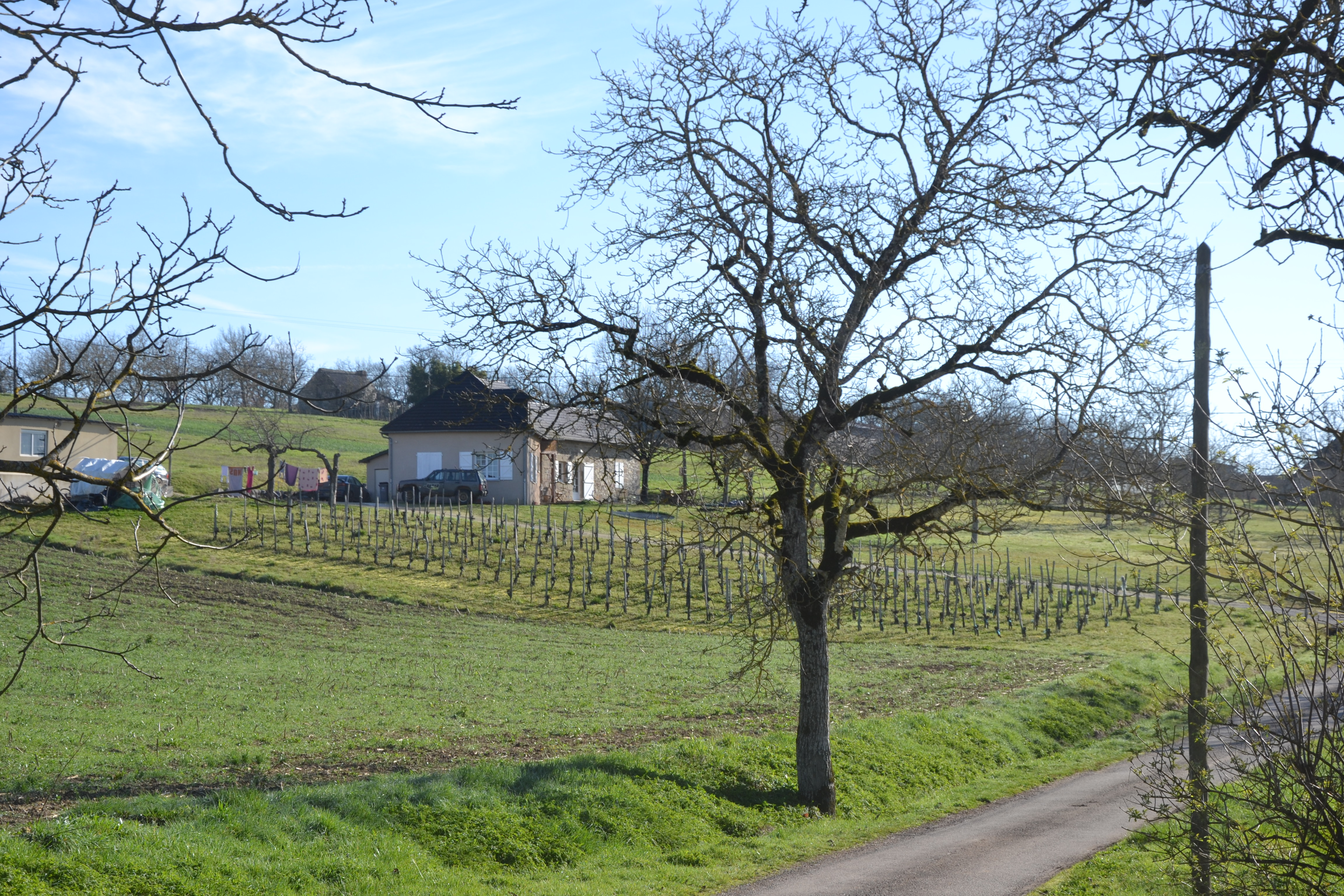
Vignes à Branceilles.

### Vignoble de Verneuil

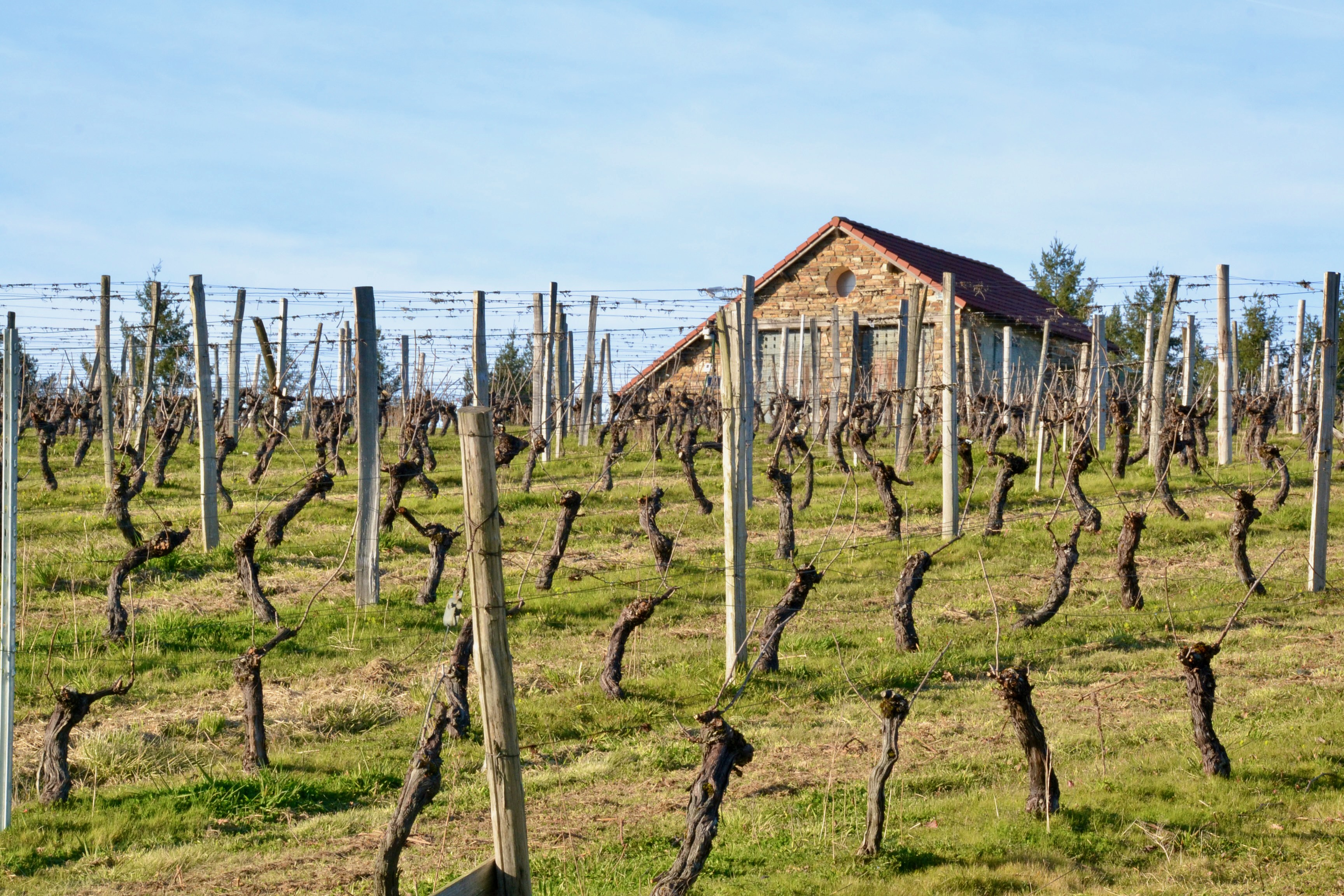
Vignes à Verneuil-sur-Vienne.

Prestigieux vers 1780 (270 ha, soit 20 % des terres cultivées de la commune), le vignoble de Verneuil a été un des rares à traverser les épidémies de phylloxéra des années 1870 à 1890. Produit jusqu'en 1980, le vin rosé de Verneuil est réapparu au début des années 1990, soutenu depuis par une société civile d'exploitation agricole, « Les Vignerons de Verneuil ». Détenteur de l'appellation vin de pays de la Haute-Vienne entre 1998 et 2003, le vin de Verneuil est de nouveau depuis 2011 bénéficiaire de l'appellation désormais traduite en IGP.
La production annuelle varie de 10 000 à 18 000 bouteilles, et est principalement commercialisée sur les marchés locaux, notamment lors de la frairie des petits ventres.

### Autres
La production en dehors de ces terroirs est minime ; quelques initiatives dans le département de la Creuse sont recensées à partir des années 2010, à Dun-le-Palestel, Boussac-Bourg, Mortroux, Bétête et Saint-Georges-Nigremont.
Il existe aussi une parcelle de vigne au lieu-dit Le Repaire, à Saint-Léonard-de-Noblat, en Haute-Vienne.